# 水田芙美子
水田 芙美子（みずた ふみこ、1985年7月19日 - ）は、日本の女優、モデル。
埼玉県新座市出身。血液型AB型。

## 来歴
幼少の頃からピアノ、トランペット、フルート、ピッコロなどの楽器を経験し、高校生時代から軽音部にてベースを始める。
モデルに憧れ、高校生の時にうけた雑誌オーディションをきっかけに芸能界入り。ファッション雑誌などのモデルやテレビCM、劇場作品などに出演する。"NO MUSIC, NO LIFE" を公言。最近の音楽だけでなく 1950年代から1970年代にかけてのロックやブルースも好み、プライベートでは音楽活動も行う。オートバイにも乗り、ツーリングを楽しむアクティブな面も持つ。高校卒業後、音楽系専門学校にてギタークラフトについて学ぶ。
2005年4月、自身のWebサイトを開設。

### 所属事務所遍歴
- プレステージ（2001年 - 2005年）
- ウェブカムプロモーション（2005年 - 2006年）
- タイムリーオフィス（2011年 - ）

## 出演

### 映画
- スウィングガールズ（2004年） - 山本由香 役
- サヨナラCOLOR（2005年） - 沢井まなみ 役
- 不良少年（ヤンキー）の夢（2005年） - 茜 役
- 僕と彼女の×××（2005年） - ハートガールズ 役
- 渋谷怪談 THE リアル都市伝説 （2006年） 渋谷怪談 3 第二話「怖い合コン」 - 沢木綾 役

- TheEARS（ジアーズ）（2007年）- 星村空 役
- be set free（2008年） - マムラの妻 役
- ファイナル・ジャッジメント（2012年） - 遠山明日香 役
- ホテルコパン（2016年） - ひかる 役[1]

### テレビドラマ
- 野ブタ。をプロデュース（日本テレビ系、2005年） - 坂東梢 役
- ギャルサー 第5話（日本テレビ系、2006年） - コズエ 役
- 性病先生 第7話（GyaO、2006年） - 皆川早紀 役
- 東京ウォーキングマップ~8月の熱い街/新宿（TBS、2006年）
- 水曜ミステリー9 「銀座高級クラブママ青山みゆき 女帝バトル殺人帳簿」（BSジャパン・テレビ東京、2006年） - 美鈴 役
- のぞき屋（テレビ東京、2007年）
- ライアーゲーム（フジテレビ系、2007年） - カワムラチサト 役
- バンビ〜ノ! 第8話（日本テレビ系、2007年）
- ホタルノヒカリ 第2話（日本テレビ系、2007年）
- 長い長い殺人（WOWOW、2007年） - ウェディングアドバイザ 役
- 腐女子デカ 第4話（テレビ朝日、2008年2月9日） - 腐女子ナース 役
- 黒い報告書 男と女の事件ファイル「孤独」 第1話（BSジャパン、2012年6月9日）

### CM
- PlayStation 2ソフト「サクラ大戦 〜熱き血潮に〜」 GEKITEI 女子高生編
- DELLコンピューター
- 典礼会館「孫娘編」

### 著書
- 芙響和音（2007年7月、フォト詩集、デジタルフォトファクトリー）

### 写真集
- H2O（2006年7月、彩文館出版、撮影：毛利充裕）ISBN 978-4775601358

### DVD
- natural（2006年7月、ポニーキャニオン）